# مجلس الفاشية الكبير
المجلس الكبير للفاشية ( (بالإيطالية: Gran Consiglio del Fascismo)‏ (ويعرف أيضا باسم: المجلس الفاسي الكبير) كان الهيئة الرئيسية لحكومة موسوليني الفاشية في إيطاليا. كهيئة تملك وتطبق سلطة كبيرة للسيطرة على المؤسسات الحكومية، تم إنشاؤها كهيئة للحزب الوطني الفاشي في عام 1923 وأصبحت هيئة حكومية في 9 ديسمبر 1928. اجتمع المجلس عادة في قصر فينيسيا في روما، والذي كان أيضًا مقرًا لرئاسة الحكومة الإيطالية.

## أعضاء المجلس
تم تعديل تشكيل المجلس وتحديده بموجب قانون صادر في 14 كانون الأول (ديسمبر) 1929. وفيما يلي أعضائه ، الذين تم اختيارهم من بين جيراشي للحزب. كما ورد تصويتهم على اقتراح 25 يوليو 1943 لإقالة موسوليني بجانب اسمهم.

### رئيس الحكومةودوتشي الفاشية
| صورة | اسم (الميلاد – الوفاة)      | مدة الولاية   | مدة الولاية   | 25 يوليو 1943 |
| ---- | --------------------------- | ------------- | ------------- | ------------- |
|      | بينيتو موسوليني (1883–1945) | 9 ديسمبر 1928 | 25 يوليو 1943 | المخلوع       |

### الرباعي
| صورة | اسم (الميلاد – الوفاة)          | مدة الولاية   | مدة الولاية   | 25 يوليو 1943  |
| ---- | ------------------------------- | ------------- | ------------- | -------------- |
|      | إيتالو بالبو (1896–1940)        | 9 ديسمبر 1928 | 28 يونيو 1940 | توفي في المكتب |
|      | ميشيل بيانكي (1883–1930)        | 9 ديسمبر 1928 | 3 فبراير 1930 | توفي في المكتب |
|      | إميليو دي بونو (1866–1944)      | 9 ديسمبر 1928 | 25 يوليو 1943 | نعم            |
|      | سيزار ماريا دي فيشي (1884–1959) | 9 ديسمبر 1928 | 25 يوليو 1943 | نعم            |

### البرلمان

#### رئيس مجلس الشيوخ
| صورة | اسم (الميلاد – الوفاة)     | مدة الولاية   | مدة الولاية   | 25 يوليو 1943 |
| ---- | -------------------------- | ------------- | ------------- | ------------- |
|      | توماسو تيتوني (1855–1931)  | 9 ديسمبر 1928 | 29 يناير 1929 |               |
|      | لويجي فيدرزوني (1878–1967) | 29 أبريل 1929 | 2 مارس 1939   |               |
|      | جياكومو ساردو (1883–1947)  | 15 مارس 1939  | 25 يوليو 1943 | امتناع        |

#### رئيس مجلس النواب
| صورة                      | اسم (الميلاد – الوفاة)        | مدة الولاية    | مدة الولاية   | 25 يوليو 1943  |
| ------------------------- | ----------------------------- | -------------- | ------------- | -------------- |
|                           | أنطونيو كاسيرتانو (1863–1938) | 9 ديسمبر 1928  | 29 يناير 1929 | توفي في المكتب |
|                           | جيوفاني جيورياتي (1876–1970)  | 20 أبريل 1929  | 19 يناير 1934 |                |
|                           | كوستانزو سيانو (1876–1939)    | 28 أبريل 1934  | 2 مارس 1939   | توفي في المكتب |
| رئيس غرفة الفاسي والشركات |                               |                |               |                |
|                           | كوستانزو سيانو (1876–1939)    | 23 مارس 1939   | 26 يونيو 1939 | توفي في المكتب |
|                           | دينو غراندي (1895–1988)       | 30 نوفمبر 1939 | 25 يوليو 1943 | نعم            |

### وزراء

#### الزراعة والغابات
| صورة | اسم (الميلاد – الوفاة)      | مدة الولاية    | مدة الولاية    | 25 يوليو 1943 |
| ---- | --------------------------- | -------------- | -------------- | ------------- |
|      | جياكومو أيربو (1888–1969)   | 9 ديسمبر 1928  | 24 يناير 1935  |               |
|      | ادموندو روسوني (1884–1965)  | 24 يناير 1935  | 31 أكتوبر 1939 |               |
|      | جوزيبي تاسيناري (1891–1944) | 31 أكتوبر 1939 | 26 ديسمبر 1941 |               |
|      | كارلو باريشي (1898–1944)    | 26 ديسمبر 1941 | 25 يوليو 1943  | نعم           |

#### الشركات
| صورة | اسم (الميلاد – الوفاة)       | مدة الولاية    | مدة الولاية    | 25 يوليو 1943     |
| ---- | ---------------------------- | -------------- | -------------- | ----------------- |
|      | بينيتو موسوليني (1883–1945)  | 9 ديسمبر 1928  | 12 سبتمبر 1929 | رئيس الوزراء ودوس |
|      | جوزيبي بوتاي (1895–1959)     | 12 سبتمبر 1929 | 20 يوليو 1932  |                   |
|      | بينيتو موسوليني (1883–1945)  | 20 يوليو 1932  | 11 يونيو 1936  | رئيس الوزراء ودوس |
|      | فيروتشيو لانتيني (1886–1959) | 11 يونيو 1936  | 31 أكتوبر 1939 |                   |
|      | ريناتو ريتشي (1896–1956)     | 31 أكتوبر 1939 | 6 فبراير 1943  |                   |
|      | كارلو تينغو (1882–1945)      | 6 فبراير 1943  | 19 أبريل 1943  |                   |
|      | توليو سيانيتي (1899–1976)    | 19 أبريل 1943  | 25 يوليو 1943  | نعم               |

#### المالية
| صورة | اسم (الميلاد – الوفاة)         | مدة الولاية   | مدة الولاية   | 25 يوليو 1943 |
| ---- | ------------------------------ | ------------- | ------------- | ------------- |
|      | أنطونيو موسكوني (1866–1955)    | 9 ديسمبر 1928 | 20 يوليو 1932 |               |
|      | جويدو يونج (1876–1949)         | 20 يوليو 1932 | 17 يناير 1935 |               |
|      | باولو ثون دي ريفيل (1888–1973) | 17 يناير 1935 | 6 فبراير 1943 |               |
|      | جياكومو أيربو (1888–1969)      | 6 فبراير 1943 | 25 يوليو 1943 | نعم           |